# Бандон (Корк)
Бандон (англ. Bandon; ирл. Droichead na Banndan (Дрохяд-на-Бандан), «мост Бандон») — (малый) город в Ирландии, находится в графстве Корк (провинция Манстер).
У Бандона есть город-побратим, Бандон штата Орегон.
В книге «Гарри Поттер и Тайная комната» Златопуст Локонс утверждает, что победил банши из Бандона.

## Демография
Население — 5822 человека (по переписи 2006 года). В 2002 году население составляло 5161 человек. При этом, население внутри городской черты (legal area) было 1721, население пригородов (environs) — 4101.
Данные переписи 2006 года:
| Общие демографические показатели |               |                               |                               |      |      |
| Всё население                    | Всё население | Изменения населения 2002—2006 | Изменения населения 2002—2006 | 2006 | 2006 |
| 2002                             | 2006          | чел.                          | %                             | муж. | жен. |
| 5161                             | 5822          | 661                           | 12,8                          | 2908 | 2914 |

В нижеприводимых таблицах сумма всех ответов (столбец «сумма»), как правило, меньше общего населения населённого пункта (столбец «2006»).
| Религия (Тема 2 — 5 : Число людей по религиям, 2006) |             |                |             |            |       |      |
| Католики, чел.                                       | Католики, % | Другая религия | Без религии | не указано | сумма | 2006 |
| 5088                                                 | 87,4        | 475            | 213         | 46         | 5822  | 5822 |

| Этно-расовый состав (Этничность. Тема 2 — 3 : Постоянное население по этническому или культурному происхождению, 2006) |            |              |       |        |        |            |       |       |
| Белые ирландцы | Лухт-шулта | Другие белые | Негры | Азиаты | Другие | Не указано | сумма | 2006  |
| 4788 | 18         | 653          | 99    | 31     | 64     | 70         | 5723  | 5822  |
| Доля от всех отвечавших на вопрос, %                                                                                   |            |              |       |        |        |            |       |       |
| 83,7 | 0,3        | 11,4         | 1,7   | 0,5    | 1,1    | 1,2        | 100   | 98,31 |

1 — доля отвечавших на вопрос о языке от всего населения.
| Владение ирландским языком (Тема 3 — 1 : Число людей от 3 лет и старше по способности говорить по-ирландски, 2006) |      |            |       |       |
| Владеете ли Вы ирландским языком?                                                                                  |      |            |       |       |
| Да | Нет  | Не указано | сумма | 2006  |
| 2353 | 3123 | 103        | 5579  | 5822  |
| Доля от всех отвечавших на вопрос о языке, %                                                                       |      |            |       |       |
| 42,2 | 56,0 | 1,8        | 100   | 95,81 |

1 — доля отвечавших на вопрос о языке от всего населения.
| Использование ирландского языка (Тема 3 — 2 : Говорящие по-ирландски от 3 лет и старше по частоте использования ирландского языка, 2006) |                                                            |                                               |                                               |                                               |                                               |                                               |       |                                     |      |
| Как часто и где Вы говорите по-ирландски?                                                                                                |                                                            |                                               |                                               |                                               |                                               |                                               |       |                                     |      |
| ежедневно, только в образовательных учреждениях                                                                                          | ежедневно, как в образовательных учреждениях, так и вне их | в других местах (вне образовательной системы) | в других местах (вне образовательной системы) | в других местах (вне образовательной системы) | в других местах (вне образовательной системы) | в других местах (вне образовательной системы) | сумма | всего, отвечавших на вопрос о языке | 2006 |
| ежедневно, только в образовательных учреждениях                                                                                          | ежедневно, как в образовательных учреждениях, так и вне их | ежедневно                                     | каждую неделю                                 | реже                                          | никогда                                       | не указано                                    | сумма | всего, отвечавших на вопрос о языке | 2006 |
| 634 | 39                                                         | 52                                            | 124                                           | 807                                           | 660                                           | 37                                            | 2353  | 5579                                | 5822 |
| Доля от всех отвечавших на вопрос о языке, %                                                                                             |                                                            |                                               |                                               |                                               |                                               |                                               |       |                                     |      |
| 11,4 | 0,7                                                        | 0,9                                           | 2,2                                           | 14,5                                          | 11,8                                          | 0,7                                           | 42,2  | 100                                 |      |

| Типы частных жилищ (Тема 6 — 1(a) : Число частных домовладений по типу размещения, 2006) |          |         |                 |            |       |      |
| Отдельный дом                                                                            | Квартира | Комната | Переносные дома | не указано | сумма | 2006 |
| 1890                                                                                     | 190      | 12      | 4               | 40         | 2136  | 5822 |